# Nobuharu Matsushita
Nobuharu Matsushita (松下信治, Matsushita Nobuharu, Saitama, 13 de outubro de 1993) é um automobilista japonês. Ele conquistou o Campeonato Japonês de Fórmula 3 de 2014. Em 20 de fevereiro de 2016, Matsushita foi contratado pela McLaren como seu piloto de desenvolvimento, ele permaneceu nesta posição até a temporada de 2017.

## Carreira

### GP2 Series
Matsushita fez sua estreia na GP2 Series em 2015 com a equipe ART Grand Prix. Na primeira corrida no Barém, ele se classificou em segundo lugar no grid ao lado do companheiro de equipe Stoffel Vandoorne e terminou na zona de pontuação em ambas as corridas, marcando a volta mais rápida na corrida curta. No Red Bull Ring, Matsushita conquistou seu primeiro pódio na GP2 ao terminar em terceiro na corrida curta. Ele obteve sua primeira vitória na categoria na corrida curta de Hungaroring como parte de uma "dobradinha" da ART. Ele terminou a temporada em nono na classificação geral.
Em fevereiro de 2016, foi anunciado que a Matsushita continuaria com a ART para a disputa de uma segunda temporada, ao lado de Sergey Sirotkin.
Matsushita foi suspenso na quarta rodada da temporada, que foi realizada no Red Bull Ring, devido a uma pilotagem irregular no evento anterior em Bacu. Com René Binder substituindo o piloto japonês que retornou ao carro da ART a partir da quinta rodada.

### Super Formula
Em 2018, a Matsushita voltou ao Japão para competir na Super Fórmula pela equipe Dandelion.

### Fórmula 2
Em 2017, a Matsushita disputou a temporada inaugural do Campeonato de Fórmula 2 da FIA, competindo pele equipe ART Grand Prix ao lado de Alexander Albon. Ele conquistou sua primeira vitória na corrida curta da Catalunha, e a segunda durante a corrida curta da Hungria. Ele alcançou mais dois pódios, um em Mônaco e o outro em Monza e terminou em sexto na classificação final, batendo Albon por 45 pontos.
Em novembro de 2018, foi anunciado que Matsushita havia se transferido para a equipe Carlin para a disputa da temporada de 2019, em parceria com Louis Delétraz. Ele venceu as corridas longas do Red Bull Ring e de Monza. Matsushita,  novamente, terminou em sexto lugar no campeonato, duas posições acima do companheiro.
Para a disputa da temporada de 2020, ele se mudou para a MP Motorsport, se tornando companheiro de equipe do piloto brasileiro estreante Felipe Drugovich. Matsushita deixou a equipe após a rodada de Mugello, a nona etapa do campeonato, com Giuliano Alesi se transferindo imediatamente da BWT HWA Racelab para substituí-lo na MP Motorsport.